# Igor' Vološin
Igor' Vološin (Sebastopoli, 1º luglio 1974) è un regista russo.

## Filmografia parziale

### Regista
- Nirvana (2008)
- Olimpius inferno (2009)